# 23 марта
23 марта — 82-й день года (83-й в високосные годы) по григорианскому календарю.
До конца года остаётся 283 дня.
До 15 октября 1582 года — 23 марта по юлианскому календарю, с 15 октября 1582 года — 23 марта по григорианскому календарю.
В XX и XXI веках соответствует 10 марта по юлианскому календарю.

## Праздники и памятные дни
См. также: Категория:Праздники 23 марта

### Международные
- ООН (ВМО) — Всемирный метеорологический день[2].

### Национальные
- Украина — Всеукраинский день работников культуры и любителей народного искусства.
- Боливия — День моря.
- США — Национальный день чиа[3].

### Религиозные

#### Католицизм
- Память Рафки Пьетры Хобок Ар-Райес;
- память Торибио де Могровехо.

#### Православие[4][5]
- Память мучеников Кодрата и иже с ним: Киприана, Дионисия, Анекта, Павла, Крискента, Дионисия, Викторина, Виктора, Никифора, Клавдия, Диодора, Серафиона (Серапиона), Папия, Леонида и мучениц Хариессы, Нунехии, Василиссы, Ники, Гали, Галины, Феодоры и иных многих (258)[6];
- память мучеников Кодрата Никомидийского, Саторина, Руфина и прочих (III)[7];
- память преподобной Анастасии Патрикии (567—568);
- память праведного Павла Таганрогского (1879);
- память священномученика Димитрия Легейдо, пресвитера (1938).

### Именины
- Католические: Ребекка, Торибио.
- Православные: Анастасия, Анект, Василиса, Виктор, Викторин, Гали, Галина,  Дмитрий, Диодор, Дионисий,  Клавдий, Кодрат, Крискент, Киприан, Леонид,    Никифор, Ника, Нунехия, Павел, Папий, Руфин, Саторин, Серафион (Серапион), Феодора, Хариесса[4][5].

## События
См. также: Категория:События 23 марта
- 1324 — Папа римский Иоанн XXII отлучил от церкви императора Людовика (Людвига) Баварского.
- 1743 — в Лондоне была впервые исполнена оратория Георга Генделя «Мессия».
- 1757 — взятие британскими войсками города Чанданнагар в Западной Бенгалии в рамках Семилетней войны.
- 1775 — выступление Патрика Генри перед Вирджинским собранием с речью «Свободу или смерть[англ.]».
- 1841 — в Лондоне Ричард Биэрд открыл первое в Европе фотоателье. Годом ранее подобное заведение было создано американцем Александром Уолкоттом в Нью-Йорке.
- 1862 — при Кернстауне произошло первое сражение кампании в долине Шенандоа, во время американской гражданской войны, единственное поражение генерала Джексона за его карьеру.
- 1876 — русский инженер Павел Яблочков запатентовал электрическую лампочку.
- 1891 — впервые использована сетка на футбольных воротах. Произошло это в Англии в матче между футбольными сборными Севера и Юга страны.
- 1919 — основание Бенито Муссолини Итальянского союза борьбы и изложение им основных принципов фашизма в ходе митинга в Милане, основание Башкирской АССР[8]
- 1951 — исчезновение самолёта Douglas C-124 Globemaster американских ВВС в Атлантическом океане.
- 1956 — провозглашена первая исламская республика — Пакистан.
- 1966 — в Риме впервые за 400 лет произошла официальная встреча папы римского и архиепископа Кентерберийского.
- 1983
  - Запущен «Астрон», советский космический ультрафиолетовый телескоп.
  - Выступая по национальному телевидению, Президент США Рональд Рейган впервые выступил с инициативой разработки СОИ.
- 1988 — Гражданская война в Анголе: завершилась битва при Квито-Кванавале.
- 1990 — В США Вышел фильм американская комедийная мелодрама «Красотка».
- 1994 — авиакатастрофа А-310 компании «Аэрофлот — Российские авиалинии» под Междуреченском.
- 2001 — затопление орбитальной станции «Мир» в южной части Тихого океана, вблизи островов Фиджи.
- 2007 — катастрофа Ил-76 авиакомпании ТрансАвиаЭкспорт в Могадишо.
- 2008 — в Индии открыт международный аэропорт имени Раджива Ганди.
- 2009 — катастрофа MD-11 компании FedEx в токийском аэропорту Нарита, 2 погибших.
- 2019 — столица Казахстана переименована в Нур-Султан (17 сентября 2022 года восстановлено название Астана).
- 2021 — авария контейнеровоза Ever Given в Суэцком канале.

## Родились
См. также: Категория:Родившиеся 23 марта

### До XIX века
- 1338 — Император Го-Когон (ум. 1374), император Японии (1352—1371), 4-й из 6 северных претендентов, синтоистское божество.
- 1430 — Маргарита Анжуйская (ум. 1482), королева-консорт Англии при Генрихе VI (1445—1461 и 1470—1471).
- 1749 — Пьер-Симон Лаплас (ум. 1827), французский математик, физик и астроном.
- 1763 — граф Фёдор Ростопчин (ум. 1826), русский государственный деятель и литератор.
- 1770 — граф Пётр Толстой (ум. 1844), русский военный деятель эпохи наполеоновских войн, генерал от инфантерии.

### XIX век
- 1821 — Алексей Писемский (ум. 1881), русский писатель и драматург.
- 1826 — Людвиг Минкус (ум. 1917), австрийский композитор, скрипач и дирижёр, долгие годы живший и работавший в России.
- 1876 — Григорий Ильинский (расстрелян в 1937), русский советский филолог-славист, историк, археограф.
- 1881 — Роже Мартен дю Гар (ум. 1958), французский писатель, лауреат Нобелевской премии (1937).
- 1882 — Амалия Эмми Нётер (ум. 1935), немецкий математик, «наиболее значительная женщина в истории математики».
- 1883 — Альберто Бралья (ум. 1954), итальянский гимнаст, трёхкратный олимпийский чемпион.
- 1884 — Джозеф Боксхолл (ум. 1967), английский моряк, четвёртый офицер лайнера «Титаник»; во время Первой мировой войны — морской офицер.
- 1887:
  - Хуан Грис (наст. имя Хосе Викториано Кармело Карлос Гонсалес Перес; ум. 1927), испанский художник и скульптор, один из основоположников кубизма;
  - Феликс Юсупов (ум. 1967), последний из князей Юсуповых, участник убийства Григория Распутина.
- 1893 — Седрик Гиббонс (ум. 1960), американский арт-директор, художник-постановщик и архитектор, один из главных учредителей Американской киноакадемии.
- 1895 — Эрих Голлербах (ум. 1942), российский и советский искусствовед, критик, библиограф.
- 1898 — Юрий Шмаров (ум. 1989), русский советский юрист, историк, генеалог, коллекционер.
- 1900 — Эрих Фромм (ум. 1980), немецкий социолог, философ, психолог и психоаналитик.

### XX век
- 1902 — Николай Волков (наст. фамилия Агуров; ум. 1985), актёр театра и кино, заслуженный артист РСФСР.
- 1903 — Алехандро Касона (наст. имя Алехандро Родригес Альварес; ум. 1965), испанский поэт и драматург.
- 1904 — Джоан Кроуфорд (наст. имя Люсиль Фэй Лесюр; ум. 1977), американская киноактриса, обладательница премий «Оскар», «Золотой глобус».
- 1905 — Борис Тенин (ум. 1990), актёр театра и кино, педагог, народный артист СССР.
- 1908:
  - Архип Люлька (ум. 1984), советский конструктор авиадвигателей, академик АН СССР;
  - Анатолий Ляпидевский (ум. 1983), советский лётчик, генерал-майор авиации, первый Герой Советского Союза.
- 1910 — Акира Куросава (ум. 1998), японский кинорежиссёр, сценарист и продюсер.
- 1912 — Вернер фон Браун (ум. 1977), немецкий и американский учёный, конструктор, один из основоположников ракетостроения.
- 1913 — Алёша Дмитриевич (ум. 1986), русский певец цыганского происхождения, эмигрант.
- 1915 — Василий Зайцев (ум. 1991), снайпер 62-й армии Сталинградского фронта, Герой Советского Союза.
- 1918 — Эмиль Зинсу (ум. 2016), бенинский политик, президент Дагомеи (1968—1969).
- 1921 — Дональд Кэмпбелл (ум. 1967), английский гонщик, автор многих рекордов скорости на суше и воде.
- 1922 — Уго Тоньяцци (ум. 1996), итальянский актёр театра и кино, кинорежиссёр.
- 1926 — Арчил Гомиашвили (ум. 2005), актёр театра и кино, народный артист Грузинской ССР.
- 1929 — Рафаэль Чимишкян (ум. 2022), советский армянский тяжелоатлет, олимпийский чемпион (1952).
- 1931:
  - Евгений Гришин (ум. 2005), советский конькобежец и велогонщик, 4-кратный олимпийский чемпион;
  - Виктор Корчной (ум. 2016), советский и швейцарский шахматист, гроссмейстер.
- 1933 — Филип Зимбардо (ум. 2024), американский социальный психолог, автор знаменитого Стэнфордского тюремного эксперимента.
- 1934 — Евгений Клячкин (ум. 1994), советский поэт, артист эстрады, автор-исполнитель.
- 1935 — Ханс Ленк (ум. 2024), западногерманский гребец-байдарочник; олимпийский чемпион (1960). Крупнейший философ, доктор философии, профессор Университета Карлсруэ.
- 1939 — Борис Тищенко (ум. 2010), композитор, народный артист РСФСР.
- 1942 — Михаэль Ханеке, австрийский кинорежиссёр, сценарист, лауреат «Оскара», дважды лауреат «Золотой пальмовой ветви».
- 1957 — Аманда Пламмер, американская актриса, трёхкратная обладательница премии «Эмми».
- 1962 — сэр Стив Редгрейв, британский гребец (академическая гребля), 5-кратный олимпийский чемпион.
- 1964 — Хоуп Дэвис, американская актриса кино и телевидения.
- 1965 — Сара Бакстон, американская актриса кино и телевидения.
- 1966 — Марин Хинкль, американская актриса кино и телевидения.
- 1968:
  - Деймон Албарн, английский рок-музыкант, певец, фронтмен группы «Blur»;
  - Фернандо Йерро, испанский футболист и футбольный тренер, бывший капитан сборной Испании.
- 1971:
  - Ясмин Гаури, канадская топ-модель;
  - Билл Келлихер, американский музыкант, основатель, гитарист и бэк-вокалист группы Mastodon;
  - Карен Макдугал, американская фотомодель, актриса кино и телевидения;
- 1972 — Жюдит Годреш, французская актриса театра, кино и телевидения, сценарист кинорежиссёр.
- 1973: 
  - Джейсон Кидд, американский баскетболист, двукратный олимпийский чемпион, тренер;
  - Игорь Никитин, казахстанский и российский хоккеист, тренер;
  - Муш Филлипс, австралийская актриса кино и телевидения.
- 1976:
  - Мишель Монаган, американская актриса;
  - Кери Расселл, американская актриса и танцовщица, обладательница премии «Золотой глобус»;
  - Элиза Товати, французская певица, актриса кино и телевидения;
  - сэр Крис Хой, шотландский велогонщик, 6-кратный олимпийский чемпион, 11-кратный чемпион мира.
- 1977 — Максим Маринин, российский фигурист (парное катание), олимпийский чемпион (2006), двукратный чемпион мира, 5-кратный чемпион Европы.
- 1978:
  - Анастасия Гриффит, английская актриса кино и телевидения;
  - Джоанна Пейдж, валлийская актриса кино и телевидения, певица;
  - Николь Том, американская актриса кино и телевидения.
- 1983 — сэр Мо Фара, британский бегун на длинные дистанции сомалийского происхождения, 4-кратный олимпийский чемпион.
- 1985 — Марьяна Спивак, российская актриса театра, кино и дубляжа, режиссёр.
- 1988 — сэр Джейсон Кенни, британский велогонщик, 7-кратный олимпийский чемпион.
- 1990 — Роберт Юханссон, норвежский прыгун с трамплина, олимпийский чемпион (2018).
- 1992 — Кайри Ирвинг, американский баскетболист, чемпион НБА (2016), олимпийский чемпион (2016).
- 1995 — Эстер Ледецкая, чешская сноубордистка и горнолыжница, трёхкратная олимпийская чемпионка.

### XXI век
- 2001 — Хуанми Латаса, испанский футболист.

## Скончались
См. также: Категория:Умершие 23 марта

### До XIX века
- 1223 — Афонсу II (р. 1185), третий король Португалии (1212—1223).
- 1555 — Юлий III (в миру Джанмария Чокки дель Монте; р. 1487), 221-й папа римский (1550—1555).
- 1770 — Мартин ван Майтенс (р. 1695), австрийский художник, портретист эпохи барокко.

### XIX век
- 1809 — Томас Холкрофт (р. 1745), английский писатель.
- 1819 — Август Фридрих Фердинанд фон Коцебу (р. 1761), немецкий писатель, драматург, член-корреспондент Петербургской АН.
- 1842 — Стендаль (р. 1783), французский писатель, один из основоположников психологического романа.
- 1862 — граф Карл Нессельроде (р. 1780), российский государственный деятель.
- 1880 — Соломон Френсдорфф (род. 1803), немецкий и еврейский гебраист.
- 1881 — Николай Рубинштейн (р. 1835), пианист, педагог, основатель Московской консерватории.
- 1893 — Николай Алексеев (р. 1852), русский предприниматель и меценат, московский градоначальник (1885—1893).

### XX век
- 1907 — Константин Победоносцев (р. 1827), русский государственный деятель, главный идеолог контрреформ Александра III.
- 1918 — Александра Казина (урождённая Голенищева-Кутузова; р. 1837), русская писательница.
- 1923:
  - Елизавета Водовозова (р. 1844), русская детская писательница, педагог, мемуаристка;
  - Ованес Туманян (р. 1869), армянский поэт и писатель, общественный деятель.
- 1946 — Гилберт Льюис (р. 1875), выдающийся американский физикохимик.
- 1948 — Николай Бердяев (р. 1874), мыслитель, входящий в «золотой век» русской философии.
- 1953:
  - Рауль Дюфи (р. 1877), французский художник, представитель фовизма;
  - Оскар Лутс (р. 1887), эстонский писатель, драматург.
- 1961 — погиб Валентин Бондаренко (р. 1937), советский лётчик-истребитель, член первого отряда космонавтов СССР, первый погибший космонавт в истории.
- 1963 — Пётр Вершигора (р. 1905), писатель, актёр, кинорежиссёр, партизанский командир, Герой Советского Союза.
- 1964 — Петер Лорре (р. 1904), австрийский и американский актёр театра и кино, режиссёр и сценарист.
- 1978 — Акакий Васадзе (р. 1899), грузинский актёр, театральный режиссёр, педагог, народный артист СССР.
- 1982 — Юлий Дунский (р. 1922), советский киносценарист («Служили два товарища», «Случай на шахте восемь», «Тень»).
- 1983 — Арман Лану (р. 1913), французский писатель, лауреат Гонкуровской премии (1963).
- 1986:
  - Анастасия Зуева (р. 1896), русская актриса театра и кино, народная артистка СССР;
  - Лев Смирнов (р. 1911), советский юрист, Председатель Верховного Суда СССР, Герой Социалистического Труда.
- 1992 — Фридрих Август фон Хайек (р. 1899), австрийский экономист, лауреат Нобелевской премии (1974).
- 1994:
  - Валентина Владимирова (р. 1927), актриса театра и кино, заслуженная артистка РСФСР;
  - убит Луис Дональдо Колосио (р. 1950), мексиканский политик;
  - Джульетта Мазина (р. 1921), итальянская актриса (фильмы «Огни варьете», «Джинджер и Фред» и др.).
- 1995 — Владимир Ивашов (р. 1939) актёр, народный артист РСФСР (1980).
- 1996 — Григорий Дольников (р. 1923), советский лётчик-ас, генерал-полковник авиации, Герой Советского Союза.

### XXI век
- 2001 — погиб Дэвид Мактаггарт (р. 1932), канадский активист, основатель всемирного экологического движения Greenpeace.
- 2002 — Ян Котик (р. 1916), чешский и немецкий художник, график.
- 2010 — Галина Щербакова (р. 1932), советская и российская писательница, сценарист.
- 2011:
  - Ричард Ликок (р. 1921), английский кинооператор и режиссёр-документалист;
  - Элизабет Тейлор (р. 1932), англо-американская актриса, двукратная обладательница кинопремии «Оскар».
- 2013 — Борис Березовский (р. 1946), российский учёный, предприниматель и политический деятель.
- 2014 — Адольфо Суарес, 1-й герцог Суарес (р. 1932), премьер-министр Испании (1976—1981).
- 2015 — Ли Куан Ю (р. 1923), первый премьер-министр Республики Сингапур (1959—1990).
- 2022 — Мадлен Олбрайт (р. 1937), государственный секретарь США в 1997—2001 гг.

## Народный календарь, приметы и фольклор Руси
День Василисы.
- У Василисы — весенние заботы: нужно отвести воду от дома, чтобы вода подпол не затопила.
- В этот день могут быть первые грозы[9].
- Коли весенние ручьи бегут в лунку, то у рыбаков хорошо ловится плотва.
- Синие уже облака, бегущие по небу, предсказывали тепло и дождь[10].

Поговорки: «День туманом мглист — будет лён волокнист»; «Туман „съедает“ снег».